# Убийство Пола Брассарда
Пол Брассард (англ. Paul Broussard) (1964—1991) — 27-летний работник банка из Хьюстона, был избит и зарезан 4 июля 1991 года десятью молодыми людьми, которые, по словам одного из них, приехали из Вудлендса (пригород Хьюстона) в Монтроз (район Хьюстона) специально для того, «чтобы бить педиков».

## Нападение
4 июля 1991 года Пол Брассард и его друзья Кэри Андерсон и Ричард Делоне проходили через автомобильную стоянку. На них было совершено нападение. Семи из десяти нападавших не исполнилось 17-ти лет. Старшему из них было 22 года. Заранее за несколько часов до совершения преступления они сели в две машины и курсировали по Монтроз, который с 1970-х годов известен как район компактного проживания геев и лесбиянок. Они  преследовали мужчин, которые, как они предполагали, являются геями, и просили показать дорогу до популярного в этих местах гей-бара. Затем они бросали камнями в людей, которые пытались им помочь. Брассард с друзьями уже были в нескольких кварталах от дома, когда их настигли нападавшие. Спросив дорогу до бара, молодчики набросились на троицу. У одного из нападавших был нож. Андерсон и Делоне убежали. Брассард тоже пытался бежать, но уперся в уличный тупик, где его догнали. Ему были нанесены три ножевых ранения. Также у него был ушиб яичек и переломы нескольких ребер. Когда он лежал на земле в почти бессознательном состоянии, двое из нападавших обшарили его карманы и взяли в качестве сувенира расчёску. Затем все десять человек, с криками и смехом, поехали обратно в Вудлендс. Брассард был доставлен в больницу, где скончался через восемь с половиной часов.

## Протесты
Первоначально СМИ Хьюстона не расценивали убийство как преступление на почве ненависти. Но ЛГБТ-активисты организовали акции протеста, некоторые прошли перед зданием мэрии с участием Нэнси Родригес, матери убитого. В результате к преступлению было привлечено внимание общественности и вскоре все десять нападавших были арестованы.

## Приговор
Все десять нападавших в конечном итоге были осуждены. Пятеро приговорены к условному наказанию. Двое впоследствии были отправлены в тюрьму как не выдержавшие испытательный срок. Один из обвиняемых по имени Джон Бус признался в нанесении ножевых ранений и получил 45-летний срок. Нападавший по имени Пол Диллон получил 20-летний срок за покушение на убийство при отягчающих обстоятельствах. Остальные трое нападавших получили 15-летние сроки за участие в избиениях. ЛГБТ-активисты и мать убитого Нэнси Родригес подвергли приговоры критике как слишком мягкие.

## Джон Бус
В апреле 1999 года Бус пишет открытое письмо, напечатанное в «Houston Voice», в котором он обращается к гей-сообществу, извиняется и стремится загладить свою вину. Бус говорит, что он решил написать письмо после того, как узнал об убийстве Мэттью Шепарда.
В своих интервью он также говорил, что он не гомофоб, и среди его родственников и друзей есть геи. Бус также заявил, что нападение не связано с сексуальной ориентацией Брассарда, а совершено из стремления утвердиться в глазах сверстников под влиянием наркотиков и алкоголя.